# Jinjiang (Quanzhou)

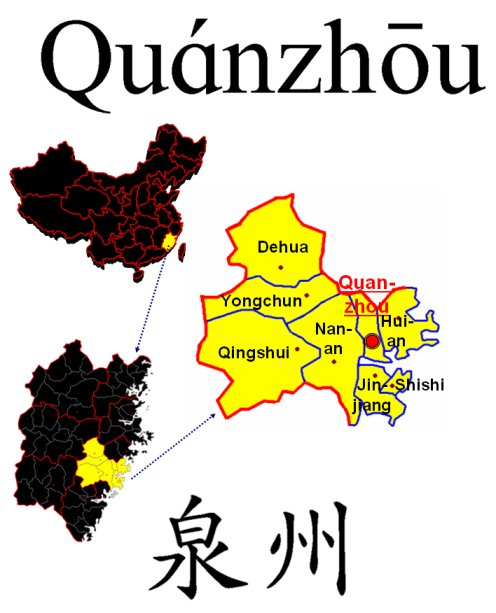
Kreisebene der Stadt Quanzhou

Die Stadt Jinjiang (chinesisch 晋江市, Pinyin Jìnjiāng Shì) ist eine kreisfreie Stadt der  bezirksfreien Stadt Quanzhou in der südostchinesischen Provinz Fujian. Sie hat eine Fläche von 714,1 km² und zählt 2.061.551 Einwohner (Stand: 2020).

## Persönlichkeiten
- Li Zhi (1527–1602), Mandarin und Philosoph
- Shi Lang (1621–1696), Admiral der Ming- und Qing-Dynastie
- Zhang Gaoli (* 1946), Politiker
- Lai Changxing (* 1958), ehemaliger Geschäftsmann und Kopf eines milliardenschweren Schmugglerrings